# The Eagle Unbowed
The Eagle Unbowed: Poland and the Poles in the Second World War – książka Halik Kochanski z 2012 roku o polskim wkładzie w II wojnę światową, opublikowana przez Harvard University Press.

## Zawartość
Jednym z tematów poruszonych w książce jest kontrowersja wywołana upokorzeniem Polaków podczas brytyjskiej defilady zwycięstwa w 1946 roku, kiedy organizatorzy zaprosili do udziału Fidżyjczyków i Meksykanów, ale nie Polaków, którzy walczyli u boku Brytyjczyków. 

## Przyjęcie
Książka otrzymała ogólnie dobre recenzje od społeczności historyków w recenzowanych punktach. Piotr Wróbel piszący dla Shofar: An Intergraduate Journal of Jewish Studies zauważył, że książka jest „wielkim osiągnięciem i wyjaśnia wiele wydarzeń historycznych niezrozumianych dla zachodnich czytelników”. John Radziłowski w The Historian napisał, że książka jest „mile widzianą i użyteczną korektą zarówno dla naukowców, jak i zwykłych czytelników” oraz „ważnym dodatkiem do literatury anglojęzycznej o Europie Środkowo-Wschodniej podczas II wojny światowej”. Eva Plach, recenzentka książki dla The Journal of Modern History, zauważyła, że praca, choć nie zawiera „żadnych «nowych» informacji jako takich”, jest „obszernym tekstem” i „ważnym źródłem” dla osób mniej obeznanych z tematem wojennej historii Polski.
Michael Meng zrecenzował książkę dla Slavic Review i zauważył bardziej neutralnie, że jest to „narodowa opowieść o polskich walkach o wolność”. Jan Grabowski w Israel Journal of Foreign Affairs był bardziej krytyczny wobec książki, pisząc: „Oprócz bardzo problematycznych interpretacji i niewystarczających, stronniczych źródeł, The Eagle Unbowed jest pełen błędów rzeczowych… Jeśli dobrze napisana (a książka Kochańskiego wypada pod tym względem przyzwoicie), to może znaleźć zadowolonych czytelników także wśród szerszego grona odbiorców… Ci jednak, którzy szukają pogłębionych badań… będą musieli szukać gdzie indziej.”
Książka spotkała się również z pozytywnym przyjęciem w prasie głównego nurtu. W recenzji Books and Arts w The Economist zauważono, że aż do książki Kochańskiego „nikt nie napisał obszernej anglojęzycznej historii wojny w Polsce”, a ona „splata ze sobą polityczne, wojskowe, dyplomatyczne i ludzkie wątki historii”.  Richard J. Evans, recenzując książkę dla The Guardian, opisał ją jako „kompleksowe studium, które zapewnia bezstronne wprowadzenie do tematu”. Janusz R. Kowalczyk piszący dla culture.pl nazwał ją „pierwszą na Zachodzie całościową relacją o losach Polaków na frontach i pustkowiach II wojny światowej”. Anne Applebaum w The New Republic nazwała tę książkę „niezwykle ambitną”, zauważając, że jest to „książka znacznie bardziej ponura i znacznie bardziej niejednoznaczna niż cokolwiek, co większość Amerykanów czytała o wojnie” i porównując ją do Bloodlands Snydera. Antony Polonsky w TLS. Times Literary Supplement zauważył, że książka „ma wiele zalet”. Wojciech Michnik w Nowej Europie Wschodniej nazwał tę książkę „monumentalnym studium” oraz „niezwykle interesującą i aktualną lekturą”.